# Diagram akordu

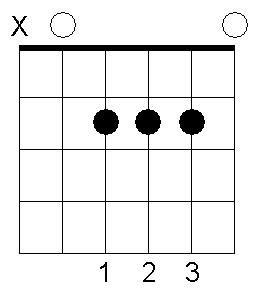
Rys. 1 Graficzne przedstawienie akordu A-dur.

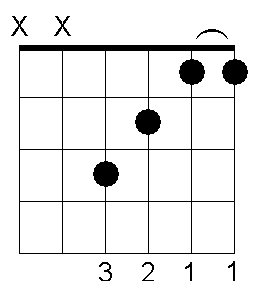
Rys. 2 Graficzne przedstawienie akordu F-dur.

Diagram akordu – graficzne przedstawienie, w jaki sposób należy opalcowywać i grać konkretny akord gitarowy.

## Elementy diagramu akordu
- linie pionowe przedstawiają 6 strun gitary; pierwsza linia z lewej przedstawia szóstą strunę, natomiast pierwsza linia z prawej – pierwszą
- linie poziome (cienkie) przedstawiają progi gitary, pierwsza (cienka) linia od góry reprezentuje pierwszy próg itd.
- gruba pozioma linia przedstawia siodełko gitary; jeżeli akord jest opalcowywany od wyższego progu (powyżej trzeciego) nie rysuje się siodełka, a zamiast niego po prawej stronie diagramu na wysokości pierwszej i drugiej poziomej linii (licząc od góry) podaje się numer progu, który jest reprezentowany przez pierwszą poziomą linię
- kropki pokazują, które struny należy uderzać; pusta kropka oznacza granie pustej struny, pełna oznacza granie struny opalcowanej na progu, na którym się ona znajduje
- X – symbolem tym oznacza się te struny, w które nie należy uderzać
- liczby pod diagramem pokazują, którym palcem należy przyciskać daną strunę do gryfu: 1 – palec wskazujący; 2 – palec środkowy; 3 – palec serdeczny; 4 – palec mały
- poprzeczka barre (łuk) – oznacza, że dane struny należy przyciskać tym samym palcem (rys. 2)

## Czytanie diagramu akordu
Diagram przedstawiający akord A-dur (rys. 1) należy czytać następująco:
- połóż palec wskazujący na czwartej strunie na wysokości drugiego progu
- palec środkowy umieść na trzeciej strunie na wysokości drugiego progu
- palec serdeczny połóż na drugiej strunie na wysokości drugiego progu
- jednym ruchem zagraj piątą, czwartą, trzecią, drugą i pierwszą strunę (kierując się od piątej do pierwszej)

## Belki rytmiczne

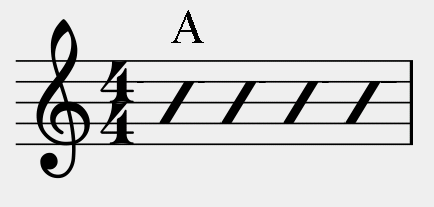
Rys. 3 Zapis belek rytmicznych akordu A-dur na pięciolinii.

Zapisując dany akord na pięciolinii zamiast umieszczania postrzegalnych nut, można posłużyć się belkami rytmicznymi (rys. 3). Nad pięciolinią należy umieścić nazwę granego akordu, a na niej taką liczbę belek, jaką należy zagrać dany akord (w tym wypadku należy cztery razy zagrać akord A-dur).